# Teiú-branco
O teiú-branco (Tupinambis teguixin L.), também chamado simplesmente teiú, ou ainda tiú, teiuaçu, tejuguaçu, teju, tejo, teiú-açu, tiju, tejuaçu ou teiú-brasileiro, é um lagarto da família dos Teídeos (comumente chamados teiús, tejus ou tegus), conhecido sobretudo por sua agressividade e voracidade. Se molestado, primeiro tenta fugir, mas, sendo impossível, defende-se desferindo golpes violentos com a cauda.
Vive em regiões florestadas, campos de vegetação alta e campos cultivados, mas também é visto em áreas urbanas. Atinge até 2 m de comprimento, o que o torna o maior lagarto do Brasil. Pode ser confundido com o teiú dito "argentino" (Tupinambis merianae, Argentine Tegu, lagarto blanco, tegu argentino, tegu blanquinegro).

## Etimologia
"Teiú", "tiú", "teju", "tejo" e "tiju" são oriundos do tupi te'yu, "comida de gentalha". "Teiuaçu", "tejuguaçu", "teiú-açu" e "tejuaçu" são oriundos do tupi teyua'su, "lagarto grande".

## Descrição
Cabeça comprida e pontiaguda, mandíbulas fortes providas de um grande número de pequenos dentes pontiagudos. Língua cor-de-rosa, comprida e bífida. Cauda longa e arredondada. Coloração geral negra, com manchas amareladas ou brancas sobre a cabeça e membros. Região gular e face ventral brancas, adornadas de manchas negras. Os filhotes são esverdeados, coloração que vai desaparecendo de acordo com o desenvolvimento dos animais.
Alimenta-se de pequenos mamíferos, pássaros e seus ovos, répteis, anfíbios, insetos, vermes e crustáceos. Também não rejeita frutas suculentas, folhas e flores. É conhecido como ladrão de galinheiros, pois ataca as galinhas e chupa seus ovos com extrema avidez.
É o lagarto mais comum no Brasil e é encontrado desde o sul da Amazônia até o norte da Argentina. Habita, principalmente, áreas abertas de cerrado e caatinga, mas pode ser observado em bordas de matas-de-galeria e dentro de matas mais abertas. É uma espécie que vive no chão, próximo a capins baixos e pedras, onde toma banho de sol. Ovíparo, põe em média de 12 a 30 ovos, postos normalmente em cupinzeiros, os quais são incubados por um período de 90 dias.